# Daniel Karbelius
Leif Daniel "Kabbe" Karbelius, född 11 september 1981, är en svensk skivbolagsdirektör, musiker och designer. Han är främst känd som frontmannen i punkbandet Sista Skriket. Sedan 2003 driver han tillsammans med sin kusin Peter Karbelius skivbolaget Buzzbox Records. Han spelade även trummor i Greta Kassler innan avhoppet 2009 varpå han tipsade bandet om Leffe Isaksson från Simma i Vättern och sen dess spelar Isaksson i Greta Kassler. Daniel Karbelius har senare blivit medlem i nu insomnade Ligisterna och spelat bas och körat.
Karbelius har skrivit dramatik och studerat konst. Han har illustrerat och designat många skivomslag. Musikmässigt har han även ett soloprojekt som heter Kråkan och ett kängpunkband som heter Vanvett.
Han har också hoppat in och spelat trummor i bandet Dennis och dom blå apelsinerna under några spelningar 2012.

## Diskografi
Förutom medverkan på flera samlingsskivor har Karbelius medverkat på följande skivor:

### Döda Ögon
- 2019 - Split (kassett med Fördärvad)

### Greta Kassler
- 2006 - Känner du skuld? (album)
- 2007 - Miss Universum (ep)
- 2008 - Människovärdet (ep)

### Kråkan
- 2013 - Inget kommer att ordna sig (ep)
- 2014 - Monstret (ep)
- 2015 - I mitt hjärta (ep)
- 2020 - Det är du som händer (singel)
- 2021 - Ingenting blir kvar (singel)
- 2021 - Någonsin känt att du blivit lurad? (singel)

### Ligisterna
- 2011 - Miljonprogrammet (album)
- 2011 - God jävla jul! (singel)
- 2013 - Turist i tillvaron (samling)
- 2013 - En musikalisk hyllning till Köttgrottorna 30 år (samling)
- 2014 - S/t (LP-album)

### Ohlson Har Semester Production
- 2011 - Back in black - AIK-samling medverkar med låten "Här kommer vi"

### Sista Skriket
- 2005 - Hela skiten är en jävla zombie! (album)
- 2007 - Missnöjesrörelsen (album)
- 2009 - Martyren  (singel)
- 2009 - Ett andetag i sänder (album)
- 2010 - Du är mitt allting (singel med coverlåtar)

### Solo
- 2004 - Daniel Karbelius - S/t (ep)

### Stöket (nuvarande)
- 2017 - Jag är en idiot (album)
- 2017 - Huvudet känns sådär (ep)
- 2018 - Vardagen (singel)
- 2018 - Ge mig ett pris, vi säljer allt! (singel)

### Vanvett
- 2014 - S/t (ep)
- 2015 - Med solsken i blick (ep)
- 2015 - Rider ut stormen (ep)
- 2015 - Allting är ett helvete (vinyl, split med Tramwreck)
- 2015 - Tills du ligger i graven (ep)
- 2017 - Split (vinyl 10" split med Återfall)

### Återfall
- 2017 - Split (vinyl 10" med Vanvett)
- 2018 - split EP (vinyl 7" med Panikattack)

### Gästframträdanden
- 2006 - Smutstvätt - I alla regnbågens färger (Medverkar med gitarr och sång på ett antal låtar. Har även skrivit en verstext.)
- 2007 - Simma i vättern - Inget blir som man tror... (Medverkar med sång på låten "Till strid")
- 2010 - De lyckliga kompisarna - Hugos sång EP (Medverkar med handklapp på "stekarpunk")
- 2011 - Järnmalm - Skördar och sår (kör)
- 2013 - Psykbryt - Sverigedemokraterna (kör)
- 2016 - Greta Kassler - Ingen tittar på (kör)